# Angonyx williami
 Angonyx williami là một loài bướm đêm thuộc họ Sphingidae. Nó được tìm thấy ở Moluccas in Indonesia.